# 小行星9229
小行星9229（英語：9229 Matsuda）是一颗围绕太阳公转的小行星。1996年2月20日，圓舘金、渡邊和郎在北见发现了此天体。
这颗小行星的绝对星等为167.3531487655902等。